# Ранчо-Тегама (Каліфорнія)
Ранчо-Тегама (англ. Rancho Tehama Reserve) — переписна місцевість (CDP) в США, в окрузі Техама штату Каліфорнія. Населення — 1572 особи (2020).

## Географія
Ранчо-Тегама розташоване за координатами 40°0′9″ пн. ш. 122°26′6″ зх. д. / 40.00250° пн. ш. 122.43500° зх. д. (40.002622, -122.434878).  За даними Бюро перепису населення США в 2010 році переписна місцевість мала площу 30,35 км², з яких 30,14 км² — суходіл та 0,20 км² — водойми.

## Демографія
Згідно з переписом 2010 року, у переписній місцевості мешкало 1485 осіб у 587 домогосподарствах у складі 394 родин. Густота населення становила 49 осіб/км².  Було 776 помешкань (26/км²).
Расовий склад населення:
| - 79,5 % — білих - 3,5 % — корінних американців - 1,4 % — чорних або афроамериканців - 1,4 % — азіатів - 0,3 % — вихідців з тихоокеанських островів - 6,9 % — осіб інших рас |

До двох чи більше рас належало 6,9 %. Частка іспаномовних становила 14,4 % від усіх жителів.
За віковим діапазоном населення розподілялося таким чином: 19,9 % — особи молодші 18 років, 58,7 % — особи у віці 18—64 років, 21,4 % — особи у віці 65 років та старші. Медіана віку мешканця становила 48,5 року. На 100 осіб жіночої статі у переписній місцевості припадало 100,4 чоловіків;  на 100 жінок у віці від 18 років та старших — 102,7 чоловіків також старших 18 років.
Середній дохід на одне домашнє господарство  становив 35 475 доларів США (медіана — 27 039), а середній дохід на одну сім'ю — 38 238 доларів (медіана — 24 737). За межею бідності перебувало 43,2 % осіб, у тому числі 53,6 % дітей у віці до 18 років та 11,6 % осіб у віці 65 років та старших.
Цивільне працевлаштоване населення становило 592 особи. Основні галузі зайнятості: мистецтво, розваги та відпочинок — 25,8 %, освіта, охорона здоров'я та соціальна допомога — 21,6 %, будівництво — 10,0 %, публічна адміністрація — 9,6 %.